# Flick of the Switch (canción)
«Flick of the Switch» es un sencillo de la banda de hard rock australiana AC/DC, del álbum homónimo Flick of the Switch, lanzado en 1983 y fue escrita por Angus Young, Malcolm Young y Brian Johnson.
Fue lanzada como sencillo sólo en determinados países, entre ellos Australia, Canadá y Estados Unidos.

## Video musical
El video musical para la canción Flick of the Switch fue hecho en formato similar a los videos musicales para el disco Back In Black. 
El video muestra a la banda tocando la canción dentro de lo que se reveló más tarde a un hangar cerrado, rodeado por los amplificadores con el logo de AC/DC pintado en ellos.
En algunas versiones del videoclip fue incluido un vídeo de un ensayo de la banda que muestra a Angus Young practicando algunos pasos de baile para su strip-tease en el escenario, mientras que 
uno de los miembros de la banda, presumiblemente, Brian Johnson, canta en el fondo y el resto de la banda se ríe, sin embargo, este video no fue incluido en el DVD Family Jewels. 
El baterista Phil Rudd, quien había dejado la banda pocas semanas antes de la grabación del vídeo, fue reemplazado por Simon Wright.

## Lista de canciones
Todas las letras escritas por Angus Young y Malcom Young, toda la música compuesta por AC/DC. 
| Lanzamiento promocional |        |          |  |
| N.º                     | Título | Duración |  |

### Personal
- Brian Johnson – voz
- Angus Young – guitarra
- Malcolm Young – guitarra rítmica
- Cliff Williams – bajo
- Simon Wright – batería